# Cinchona glandulifera
Cinchona glandulifera är en måreväxtart som beskrevs av Hipólito Ruiz López och Pav.. Cinchona glandulifera ingår i släktet Cinchona och familjen måreväxter. Inga underarter finns listade i Catalogue of Life.